# Eritema neonatale
L'eritema neonatale è una forma di eritema caratteristico del neonato.

## Manifestazioni
L'esantema di colore roseo si mostra nel bambino nei primi giorni di nascita, piccole vesciche, bolle sul corpo. La parte più colpita è il tronco.

## Esami
Vengono estratte delle piccole parti dalle papule del paziente e vengono poi esaminate al microscopio per fornire un'esatta diagnosi. In tale sede si differenzia dalla melanosi pustolosa neonatale: infatti si mostra a differenza dell'altro stato morboso una netta maggioranza degli eosinofili comparandoli ai neutrofili.

## Trattamento
La manifestazione non comporta danni per il bambino, scomparendo dopo pochi giorni e non necessita di alcuna terapia.